# 中尾真那
中尾 真那（なかお まな、男性、1986年9月2日 - ）は、京都府宇治市出身のサッカー選手。関西サッカーリーグ1部・AS.Laranja Kyoto所属。ポジションは、ディフェンダー。

## 人物
タンザニア人の父と日本人の母を持つ。
高さ、スピードともに高い身体能力を持ち合わせる。サポーターから「真那スペシャル」とまで呼ばれる、速い弾道で40m近く飛ばせるロングスローを得意とする。

## 来歴
小学2年の時、親に勧められ近所にあった御蔵山グーニーズに入団しサッカーを始める。中学では学校のサッカー部に所属せず、クラブチームのアドバンFCに所属する。このころからサイドバックとしてプレーしていた。
高校は実家近くの桃山高校に入学する。2003年高校2年の時に1度京都府選抜に入った ものの、高校自体は当時強豪校ではなく自身もナショナルトレセンにも選ばれていない、無名な存在であった。2004年高校3年の時に、広島県で行われた『西日本サッカーフェスティバル』へ桃山高サッカー部の一員として参加していたところへ、サンフレッチェ広島スカウトの足立修の目に留まり、広島の練習に参加する。6月・9月と2度練習参加したが、広島は他クラブとの競合を避けるために情報を完全にシャットアウトしていた。2度目の練習参加前後に進学のため大学入試センター試験の願書を出している。2度の練習参加で選手としての成長度を評価され、同年11月に広島と仮契約を結ぶ。
2005年、広島とプロ契約。入団同期は前田俊介・佐藤昭大・髙柳一誠・森脇良太・桒田慎一朗・入船和真・西河翔吾。同年2月、大熊清が率いるU-20日本代表候補に抜擢される。翌3月のU-20ブラジル遠征メンバーにも選ばれ、大熊にその高い身体能力を評価され2005 FIFAワールドユース選手権出場が確実視されていた。同年4月、左腰椎椎間板ヘルニア手術を行い、ワールドユース出場を断念する。復帰後も怪我が続き、チーム自体も監督交代が続いたことによりなかなかアピールできず、2007年末に契約満了。
Jリーグ合同トライアウトを経て、2008年ツエーゲン金沢に所属。主力として活躍する も1年で退団。2009年、地元京都のAS.Laranja Kyotoに移籍し主力としてプレー、それと並行して教師になるために勉強中。　

## 個人成績
| 国内大会個人成績 | 国内大会個人成績 | 国内大会個人成績 | 国内大会個人成績 | 国内大会個人成績 | 国内大会個人成績 | 国内大会個人成績 | 国内大会個人成績 | 国内大会個人成績 | 国内大会個人成績 | 国内大会個人成績 | 国内大会個人成績 |
| 年度             | クラブ           | 背番号           | リーグ           | リーグ戦         | リーグ戦         | リーグ杯         | リーグ杯         | オープン杯       | オープン杯       | 期間通算         | 期間通算         |
| 年度             | クラブ           | 背番号           | リーグ           | 出場             | 得点             | 出場             | 得点             | 出場             | 得点             | 出場             | 得点             |
| 日本             | 日本             | 日本             | 日本             | リーグ戦         | リーグ戦         | リーグ杯         | リーグ杯         | 天皇杯           | 天皇杯           | 期間通算         | 期間通算         |
| ---------------- | ---------------- | ---------------- | ---------------- | ---------------- | ---------------- | ---------------- | ---------------- | ---------------- | ---------------- | ---------------- | ---------------- |
| 2005             | 広島             | 33               | J1               | 0                | 0                | 0                | 0                | 1                | 0                | 1                | 0                |
| 2006             | 広島             | 33               | J1               | 0                | 0                | 0                | 0                | 0                | 0                | 0                | 0                |
| 2007             | 広島             | 22               | J1               | 0                | 0                | 0                | 0                | 0                | 0                | 0                | 0                |
| 2008             | 金沢             | 19               | 北信越1部        | 14               | 0                | -                | -                | 3                | 0                | 17               | 0                |
| 2009             | L京都            | 9                | 関西1部          | 14               | 6                | -                | -                | -                | -                | 14               | 6                |
| 2010             | L京都            | 9                | 関西1部          | 13               | 2                | -                | -                | -                | -                | 13               | 2                |
| 2011             | L京都            | 9                | 関西1部          | 12               | 1                | -                | -                | -                | -                | 12               | 1                |
| 2012             | L京都            | 9                | 関西1部          | 13               | 3                | -                | -                | -                | -                | 13               | 3                |
| 2013             | L京都            | 9                | 関西1部          | 13               | 1                | -                | -                |                  |                  | 13               | 1                |
| 2014             | L京都            | 9                | 関西2部          | 4                | 0                | -                | -                |                  |                  | 4                | 0                |
| 2015             | L京都            | 9                | 関西1部          | 14               | 2                | -                | -                |                  |                  | 14               | 2                |
| 2016             | L京都            | 9                | 関西2部          |                  |                  | -                | -                |                  |                  |                  |                  |
| 通算             | 日本             | 日本             | J1               | 0                | 0                | 0                | 0                | 1                | 0                | 1                | 0                |
| 通算             | 日本             | 日本             | 北信越1部        | 14               | 0                | -                | -                | 3                | 0                | 17               | 0                |
| 通算             | 日本             | 日本             | 関西1部          | 79               | 15               | -                | -                | -                | -                | 79               | 15               |
| 通算             | 日本             | 日本             | 関西2部          | 4                | 0                | -                | -                | -                | -                | 4                | 0                |
| 総通算           | 総通算           | 総通算           | 総通算           | 97               | 15               | 0                | 0                | 4                | 0                | 101              | 15               |

- 公式戦初出場：2005年11月3日天皇杯4回戦水戸ホーリーホック戦 (広島ビッグアーチ)
  - 82分、大木勉に代わって出場

## 代表歴
アンダーカテゴリー
- U-20日本代表候補 (2005年)
- U-20日本代表 (ベトナム遠征：Agri Bank Cup) (2005年)

## タイトル
- 関西サッカーリーグDivision1 ベスト11：5回（2009年、2010年、2011年、2012年、2013年）[12]